# Williamstown, West Virginia
Williamstown är en ort i Wood County i delstaten West Virginia, USA.